# Diiodgerman
Diiodgerman ist eine chemische Verbindung aus der Gruppe der Germane.

## Gewinnung und Darstellung
Diiodgerman kann durch Reaktion von Dichlorgerman mit Iodwasserstoff gewonnen werden, wobei das, meist bei der Herstellung von Dichlorgerman zusammen mit diesem entstehende, Monochlorgerman als Lösungsmittel dient.
{\displaystyle {\ce {GeH2Cl2 + 2HI -> GeH2I2 + 2HCl}}}

## Eigenschaften
Diiodgerman ist ein farbloser kristalliner Feststoff, der sich bei Raumtemperatur auch unter trockenem Stickstoff langsam gelb färbt. Er ist löslich in Cyclohexan.